# Ophiopristis hirsuta
Ophiopristis hirsuta är en ormstjärneart som först beskrevs av George Richard Lyman 1875.  Ophiopristis hirsuta ingår i släktet Ophiopristis och familjen knotterormstjärnor. Inga underarter finns listade i Catalogue of Life.